# Horodnea, Icinea
Horodnea (în ucraineană Городня) este o comună în raionul Icinea, regiunea Cernihiv, Ucraina, formată numai din satul de reședință.

## Demografie
Componența lingvistică a comunei Horodnea
     Ucraineană (98,88%)
     Alte limbi (1,11%)
Conform recensământului din 2001, majoritatea populației comunei Horodnea era vorbitoare de ucraineană (98,88%), existând în minoritate și vorbitori de alte limbi.